# 저지 독일어 위키백과

저지 독일어 위키백과 로고

저지 독일어 위키백과는 저지 독일어로 된 위키백과이며, 현재 26,000개 이상의 문서가 있다. 2004년 5월 26일에 시작되었다. 기호는 nds이다.